# Ферзен, Фредрик Аксель фон
Граф Фредрик Аксель фон Ферзен (швед. Fredrik Axel von Fersen), более известный, как Аксель фон Ферзен Старший (швед. Axel von Fersen den äldre; 5 апреля 1719[…], Стокгольм[…] — 24 апреля 1794[…], Стокгольм[…]) — шведский военный и политический деятель, генерал-фельдмаршал (с 1770), а также ландмаршал (нем.) риксдага (парламента или «сейма» Швеции) в 1755–1756, 1760–1762 и 1769–1770 годах. Аксель фон Ферзен тесно сотрудничал с королем Густавом III до и во время переворота 1772 года, но позднее стал его противником.

## Биография
Происходил из шведской ветви остзейского немецкого рода Ферзен. Сын генерал-лейтенанта шведской службы Ганса фон Ферзена (1683—1736) и Элеоноры Вахтмейстер; внук генерал-лейтенанта Ренйгольда фон Ферзена (1646—1716), который в 1712 году получил графский титул, и фельдмаршала Акселя Вахтмейстера (1643—1699).
Сначала поступил во французскую армию. В 26 лет стал полковником и командиром пехотного полка своего имени, в 29 лет вернулся в Швецию в звании генерал-майора, в котором, однако не был утверждён шведским королём из-за своего молодого возраста. Отличился во время Семилетней войны. В шведском риксдаге занимал видное место, как один из вождей аристократической партии «шляп».
Когда в 1765 году власть досталась враждебной партии «колпаков», Ферзен сблизился с королем и оказал ему немаловажные политические услуги. В 1772 году, после переворота, произведенного Густавом III, был членом государственного совета, но вскоре вышел в отставку и вновь перешёл на сторону шляп. В течение нескольких лет он препятствовал мерам Густава III, с которым, как говорят, обращался с колоссальной дерзостью. Ещё на риксдаге 1778 года между ними произошло небольшое столкновение, но на риксгдаге 1786 года Ферзен возглавил оппозицию против финансовых мер короля, которые впоследствии были отклонены. Он и двадцать его друзей были арестованы в 1789 году, что привело к краху оппозиции; однако он был вскоре освобожден и с тех пор оставался в стороне от политики.
От брака с Гедвигой Катариной Делагарди (1732—1800) имел сына, Акселя фон Ферзена Младшего (1755—1810), влиятельного политика и риксмаршала, убийство которого в 1810 году стало значимым событием в истории Швеции, а также дочерей: Хедвигу Элеонору (1753—1792) и Еву Софию (1757—1815).
Мемуары Ферзена «Historiska skrifter» (1867—72) издал его правнук Р. М. Клинковстрем.